# Chlidichthys foudioides
Chlidichthys foudioides är en fiskart som beskrevs av Gill och Edwards 2004. Chlidichthys foudioides ingår i släktet Chlidichthys och familjen Pseudochromidae. Inga underarter finns listade i Catalogue of Life.